# Aéroport international de Tcherkassy
L'aéroport de Tcherkassy (en ukrainien : Міжнародний аеропорт «Черкаси») (code IATA : CKC • code OACI : UKKE) est un aéroport international situé en Ukraine. 

## Historique
C'était l'un des principaux aéroports de l'U.R.S.S. accueillant jusqu'à quatre-vingt vols par jour. Les vols internationaux furent stoppés en 1992.
Il fut rénové entre 2007 et 2009.